# Citadel van Grevelingen

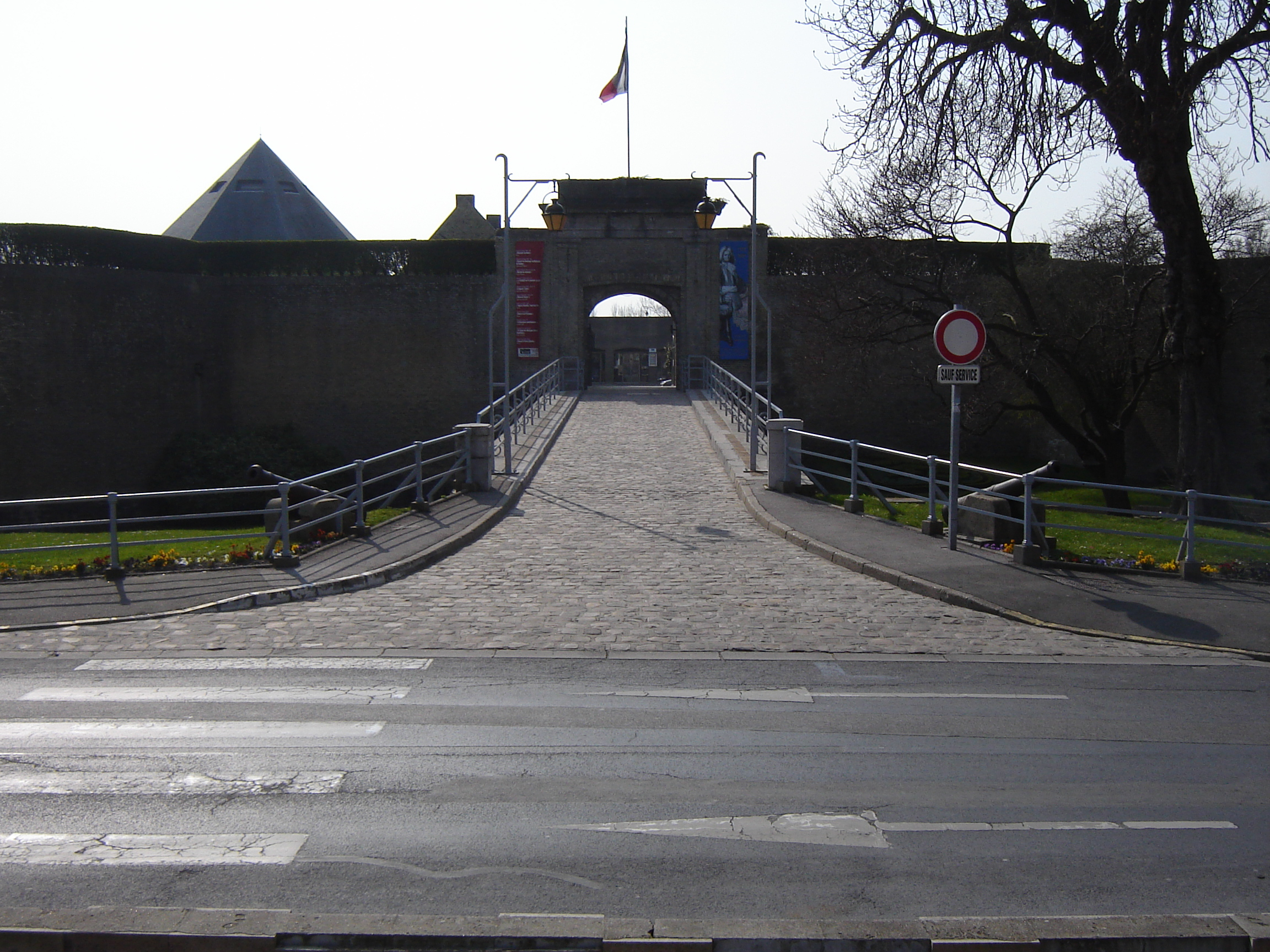
Toegangspoort tot het arsenaal

De Citadel van Grevelingen (ook wel kasteel of arsenaal genoemd) is een militair bouwwerk in de tot het Franse Noorderdepartement behorende stad Grevelingen (Gravelines).

## Geschiedenis
De citadel kwam als kasteel tot stand vanaf 1528, door toedoen van keizer Karel V in zijn functie van graaf van Vlaanderen. Het betrof een vierkant en omgracht bouwwerk dat toegankelijk was via een brug waarna men tussen twee flankerende torens moest gaan. Overigens werd toen ook de gehele stad van een omwalling voorzien: de vestingwallen van Gravelines. Het betrof immers een grensstad. In het complex vond men een tiental gebouwen. In 1654 vond een verwoestende explosie plaats in de munitieopslagplaats.
Toen Grevelingen in 1658 in Franse handen kwam werd de stad vooral een garnizoensstad en werd het kasteel door Vauban omgevormd tot arsenaal.

## Grafisch museum
In de ruimten die overgebleven zijn is tegenwoordig het Musée du Dessin et de l'Estampe originale gevestigd. Hierin bevinden zich onder meer gravures.
De ruimten omvatten de Poudrières (buskruitmagazijn) van 1742, de Salle du Pilier van 1680, het Corps de Garde (wachthuis) van 1741 en de Casemate du Four à Pain (kazemat van de bakovens) van 1528.
Op het terrein van het arsenaal is voorts een theater ondergebracht: de scène Vauban.